# 旭川ビースターズ
旭川ビースターズ（あさひかわビースターズ、英語: Asahikawa Be Stars）は、日本のプロ野球球団。北海道旭川市を拠点に独立リーグの北海道ベースボールリーグに所属する。2023年よりリーグ戦に参加している。

## 概要
北海道ベースボールリーグが北海道フロンティアリーグと分裂してリーグ戦を実施した後に初めて加入する球団である。
チーム名は、「獣のように、がむしゃらに努力し、スターを目指そう」という趣旨で英語の"beast"と"be stars"の二つを合わせたものと説明されている。この名称は地元中学生が出した案から決定された。
球団の拠点は、旭川市内の東旭川地区に置かれ、周辺8町（上川町・愛別町・比布町・当麻町・鷹栖町・東川町・東神楽町・美瑛町）とも関係を持つとしている。
運営は、協賛金やグッズ、ファンクラブで2000万円の年間収入を得て、1500万円の費用を賄う方針と報じられている。練習場所は廃校を活用し、選手の住居は空き家を改修する。
2025年シーズンからは「育成選手」という契約の選手が在籍しており、公式戦出場ができないという点では他の独立リーグの「練習生」に近いが、いったん通常の契約選手（支配下選手）となった場合には育成選手に戻ることはないという点が異なると、チームのnote記事では説明している。これらの選手は「球団トライアウトに不合格」だが「将来性が高い」という観点で契約を結んでいる。

### 開催球場
リーグ加盟発表時のリリース文では、花咲スポーツ公園硬式野球場（スタルヒン球場）・あいべつ球場・ぴっぷ球場を使用する予定としていた。2023年5月6日に発表された同年度の日程では、主催19試合の内訳はあいべつ球場が8試合で最多、ぴっぷ球場と北竜町営球場が各4試合、スタルヒン球場が2試合のほか、本来はすながわリバーズのホーム球場となる砂川市営球場が1試合となっていた。その後、砂川市営球場の1試合についてはすながわリバーズのホームゲームに変更された。また、当初はあいべつ球場での富良野戦だった1試合は、ぴっぷ球場でのすながわ戦（ナイター）に日程変更された。しかしナイター設定された試合は雨天中止となった。最終的に初年度の球場別開催試合数は、あいべつ7・ぴっぷ5・北竜と旭川が各3となった。
2024年の当初日程では主催20試合の内訳は、あいべつ17試合・ぴっぷ2試合のほか、深川市民球場（過去に奈井江・空知ストレーツとすながわリバーズが主催試合を実施）で1試合だった。一方、前年試合のあった花咲と北竜での開催は予定されていなかったが、その後4月14日発表の日程ではあいべつで予定されていた1試合が花咲に変更された。最終的に4月14日発表ベースで試合が開催された。
2025年の日程では主催20試合の内訳は、あいべつと深川が各7試合、花咲と比布が各3試合となっている。

## 歴史
旭川市職員の木下哲夫が、市内の球場にHBL試合の誘致をはたらきかけたことが機縁となって、2021年にリーグから球団設立を打診された。木下はリーグの理念に共鳴して同年末に準備会を設立し、2022年1月1日付の北海道新聞に報じられた。
2022年
- 2月 - 運営団体となるNPO法人たいせつBBCが設立される[4]。
- 9月21日 - 前日のリーグ臨時理事会で加盟が承認され、2023年度からのリーグ戦参加が決定したと発表される[1]。
- 10月8日 - 最初の新入団内定選手を発表[18]。以後、リーグ合同トライアウトまでに10人の内定者を発表した[19]。
- 11月21日 - リーグの合同トライアウトで1名を指名[20]。
- 12月17日 - 球団独自トライアウトを実施（12月29日に3名の内定が決定）[21]。

2023年
- 3月15日 - 関西独立リーグ（さわかみ関西独立リーグ）の兵庫ブレイバーズとの間でパートナーシップ協定を締結したことが発表される[22]。
- 4月6日 - 初代監督として、前年富良野ブルーリッジ監督を務めた田中勝久の就任を発表[23]。
- 4月27日 - 監督・選手のお披露目会を実施[24]。
- 5月13日 - 初年度のリーグ開幕戦（対富良野、芦別市民球場）に9対8で勝利[25]。
- 8月18日 - 選手の新型コロナウイルス感染症感染が確認されたため、翌日予定されていた主催試合の中止を発表[26]。
- 9月18日 - 初シーズンの公式戦を終了[27]。3位に終わる[27]。
- 9月23日 - すながわとの混成チームにより、巨人3軍との交流戦を読売ジャイアンツ球場で実施（0-14で敗戦）[28][29]。
- 11月19日 - 球団代表が鬼塚なつみに交代[30]。

2024年
- 1月29日 - 球団公式facebookにて、2024年の監督に土肥翔治が就任したことを発表[31]。正式発表はなかったが、前年監督を務めた田中はコーチとなる。
- 9月15日 - 当シーズンの公式戦を終了（4ゲーム差の2位）[32]。
- 11月11日 - マーケターの藤原尚也が球団運営に参画し、新たな運営母体を設立すると報じられる（詳細後述）[33]。
- 12月3日 - 球団ウェブサイトにて、報道のあった新運営会社「ビースターズ合同会社」を12月1日付で設立し、藤原尚也が代表に就任したことを正式に発表[34]。

2025年
- 1月1日 - 球団ウェブサイトにて、元読売ジャイアンツ取締役会長の久保博（日本独立リーグ野球機構顧問）がアドバイザーに就任したことを発表[35]。
- 3月24日 - 旭川市出身で元東京ヤクルトスワローズ選手の牧谷宇佐美が「地域共創アドバイザー」に就任したことを発表[36]。

## 成績
| 年度 | 監督     | 順位 | 試合 | 勝利 | 敗戦 | 引分 | 勝率 | ゲーム差 |
| ---- | -------- | ---- | ---- | ---- | ---- | ---- | ---- | -------- |
| 2023 | 田中勝久 | 3    | 36   | 12   | 18   | 6    | .400 | 5.0      |
| 2024 | 土肥翔治 | 2    | 40   | 17   | 21   | 2    | .447 | 4.0      |

## 運営母体の変更
2024年11月11日に、アクティブ合同会社CEOの藤原尚也が球団経営に参画することになり、藤原は球団運営母体として「ビースターズ合同会社」を設立してその代表・CEOに就任する予定と報じられた。同社はアクティブが主な出資者となる。経営参加に至ったのは、藤原の子息が選手として所属していた関係で、当時の運営団体より相談を受けての結果だった。藤原は配信などによる収益の増加やサマーリーグの開催といった施策を構想しており、リーグとして未加盟になっている日本独立リーグ野球機構 (IPBL)にも加盟を目指すとしている。国税庁の法人番号公表サイトによると、「ビースターズ合同会社」は旭川市神居町に「本店又は主たる事務所」を置き、2024年11月19日付で法人番号指定されている。前記の通り、12月3日に球団ウェブサイトにて運営母体の変更と藤原の球団代表就任が正式に発表された。これに伴い、チームカラーを旭橋のターコイズグリーンをメイン、旭川市を象徴する赤をサブとすることも併せて明らかにされた。

## HFL加盟構想
運営母体変更後の2025年1月21日に球団はnoteページを開設し、その最初の記事において将来のIPBL（こちらはすでに代表の藤原が表明していた）と「上位リーグ」の北海道フロンティアリーグ（HFL、IPBLには加盟済）への加盟を目指しているという意向を表明した。

## スタッフ・選手

### 監督・コーチ
| 名前     | 背番号 | 備考             |
| -------- | ------ | ---------------- |
| 土肥翔治 | 66     | 監督（選手兼任） |

### 投手
| 選手名                   | 背番号 | 投 | 打 | 備考                    |
| ------------------------ | ------ | -- | -- | ----------------------- |
| カベンゲ・アラン         | 18     | 右 | 右 |                         |
| 横山吏優                 | 19     | 右 | 右 | 2025年度新入団          |
| イサビレ・ムサ・アゼッド | 23     | 右 | 右 | 2025年度新入団          |
| 堀瑞稀                   | 34     | 右 | 右 | 2025年度新入団          |
| 土肥翔治                 | 66     | 右 | 右 | 監督兼任                |
| 高井朱里                 | 91     | 右 | 右 | 2025年度新入団          |
| チャッゼ・フレッド       | 97     | 右 | 両 | 2025年度新入団          |
| 富山翔哉                 |        | 左 | 左 | 2025年度新入団 育成選手 |
| 瀬戸奏汰                 |        | 右 | 右 | 2025年度新入団 育成選手 |

### 捕手
| 選手名                             | 背番号 | 投 | 打 | 備考           |
| ---------------------------------- | ------ | -- | -- | -------------- |
| ルーカス・マルティン・ナカンダカレ | 2      | 右 | 右 | 2025年度新入団 |
| カスンバ・デニス                   | 13     | 右 | 右 |                |

### 内野手
| 選手名                   | 背番号 | 投 | 打 | 備考                              |
| ------------------------ | ------ | -- | -- | --------------------------------- |
| 野崎啓太                 | 1      | 右 | 左 |                                   |
| 村上泰士                 | 6      | 右 | 右 |                                   |
| 李赫珍                   | 7      | 左 | 左 | 2025年度新入団                    |
| 阿部勇司                 | 16     | 右 | 左 | 2025年度新入団 前年は富良野に所属 |
| ステファン・フェリックス | 21     | 右 | 右 | 2025年度新入団                    |
| カルロス・トーバー       | 24     | 右 | 右 |                                   |
| ペドロ・アンマ           | 71     | 右 | 右 |                                   |
| 加地祐貴                 |        | 右 | 右 | 2025年度新入団 育成選手           |

### 外野手
| 選手名     | 背番号 | 投 | 打 | 備考                    |
| ---------- | ------ | -- | -- | ----------------------- |
| 近澤冬梧   | 4      | 右 | 右 |                         |
| 飯田直輝   | 35     | 右 | 左 | 2025年度新入団          |
| 小林優太   | 51     | 右 | 右 | 2025年度新入団          |
| 赤塚紘太朗 | 61     | 右 | 右 | 2025年度新入団          |
| 淵本光     | 81     | 右 | 左 | 2025年度新入団          |
| 齋藤綾輝   |        | 右 | 左 | 2025年度新入団 育成選手 |
| 川端和真   |        | 右 | 右 | 2025年度新入団 育成選手 |
| 坂陽       |        | 右 | 右 | 2025年度新入団 育成選手 |

## マスコットキャラクター
ビスポくん
旭川市旭山動物園で人気のカバをモチーフとし、旭橋と球団のイメージカラーからデザインされたユニフォームをまとっている。背番号は89番。2024年5月9日の「お披露目・交流会」でデザインが発表され、参加者からの投票で名前が決定した。